# Fendi
Фенди (итал. FENDI) је италијанска модна компанија, посебно позната по својим торбама и крзненим и кожним производима.
Фенди је основан 1925. године као трговинска компанија за крзно и кожу у Риму. Светски познат бренд луксузне робе је дио ЛВМХ групе од 1999. године. Под именом Фенди се препознају скупих предмети и прибори за жене, мушкарце и дјецу, као и крзна, коже, сатови, парфеми и кућни намештај, који се, између осталог нуде путем глобалне мреже у скоро 200 бутика. Њемачки дизајнер Карл Лагерфелд је од 1965. године главни дизајнер женских колекција под називом Фенди.

## Историја

### Оснивање
Историја модне куће почела је 1918. године са отварањем продавнице за крзна и производе од коже  у Риму коју је отворила Адел Касагранде (1897-1978). Након брака Касагранде са Едоардом Фендијем (1904-1960) у 1925, пар је донио одлуку да преименује компанију у Фенди. Овај датум се означава као оснивачка година компаније. Посао је процвјетао и неколико година касније, 1932. отворена је нова радња у улици Виа Пиаве. Пар је имао пет кћери Фенди Паолу (* 1931), Ану (* 1931), Франку (* 1935), Карлу (1937-2017) и Алду (рођен 1940) којој је отишао сав породични бизнис у 1946, након Другог светског рата. Године 1955. Фенди је организовао прву модну ревију за кожу и крзно. 1964. свака од Фенди ћерки наслиједила је 20% од матичне компаније и направиле су за свој бизнис: Паола се побринула за колекције крзна, Ана за кожне галантерије и пратеће опреме, Алда је била одговорна за продају, Франка за оглашавање и односе са клијентима, и Карла за координисање менаџмента.

### Карл Лагерфелд
Године 1965., Фенди сестре је по први пут контактирао њемачки модни дизајнер Карл Лагерфелд, који је био звијезда у успону на модној сцени Париза у то време, и за Фенди је настао светски познат, обрнути ФР логотип. Лого је убрзо постао симбол и међународни статус и може се наћи на разним Фенди производима, укључујући и ташне, новчанике, кофере и одјећу. Лагерфелд је и даље био запошљен у Фендију као модни дизајнер. Од 1968. године прво је развијено САД, а потом и јапанско тржиште. Први амерички бутик отворен је 1985. године на Менхетну. Године 1969. Фенди је представио колекцију крзна у Palazzo della Civiltà Italiana(дворцу италијанске цивилизације) у Фиренци. 1977. године покренута је женска мода Фенди која је касније допуњена додацима и парфемима. Од 1990. године Фенди нуди и мушку моду. 
кризним временима

### ЛМВХ
Године 1999, Фенди сестре су продале 51% компаније за отприлике 850 милиона долара у једнаким деловима француској луксузној роби ЛВМХ групе и италијанској модној кући Прада. Крајем 2001. године, ЛВМХ група преузела је удио Праде за 295 милиона евра и купила од средине 2002. до 2007. године, преостале делове компаније чланова породице Фенди, недавно Карле Фенди. Промет у 2001. години износио је 265 милиона еура, од којих је 60% зарађено од кожне робе.

### Фенди данас
У 2005. години, у Палацо Пради смјештено је сједиште компаније и Прада водеће продавнице. Крај 2007. године је за Фенди био у оквиру ширења на кинеско тржиште. и то је прва модна компанија уопште, која је на Кинеском зиду одржала модну ревију са 88 модела и до 88 метара писте, која је процијењена на $ 10 000. На крају 2011. било је само 20 Фенди продавница у Народној Републици Кини. У 2008. години, отворен је Прада бутик у Паризу у авенији Монтењ.
Главни дизајнер женске линије Фенди је и даље Карл Лагерфелд. Силвија Прада од 1994. године, учествује као ко-дизајнер женске линије, дизајнер за прибор и кожу и дизајнер Фенди мушке колекције.
Фенди је подржао реновирање Фонтане ди Треви са 2,18 милиона евра, што је завршено крајем 2015.. У јулу 2016. године Прада је представила је женску колекцију на транспарентној писти која је била постављена изнад воде фонтане Треви.